# Agathodes bibundalis
Agathodes bibundalis là một loài bướm đêm trong họ Crambidae.